# عمارت جاجرمی

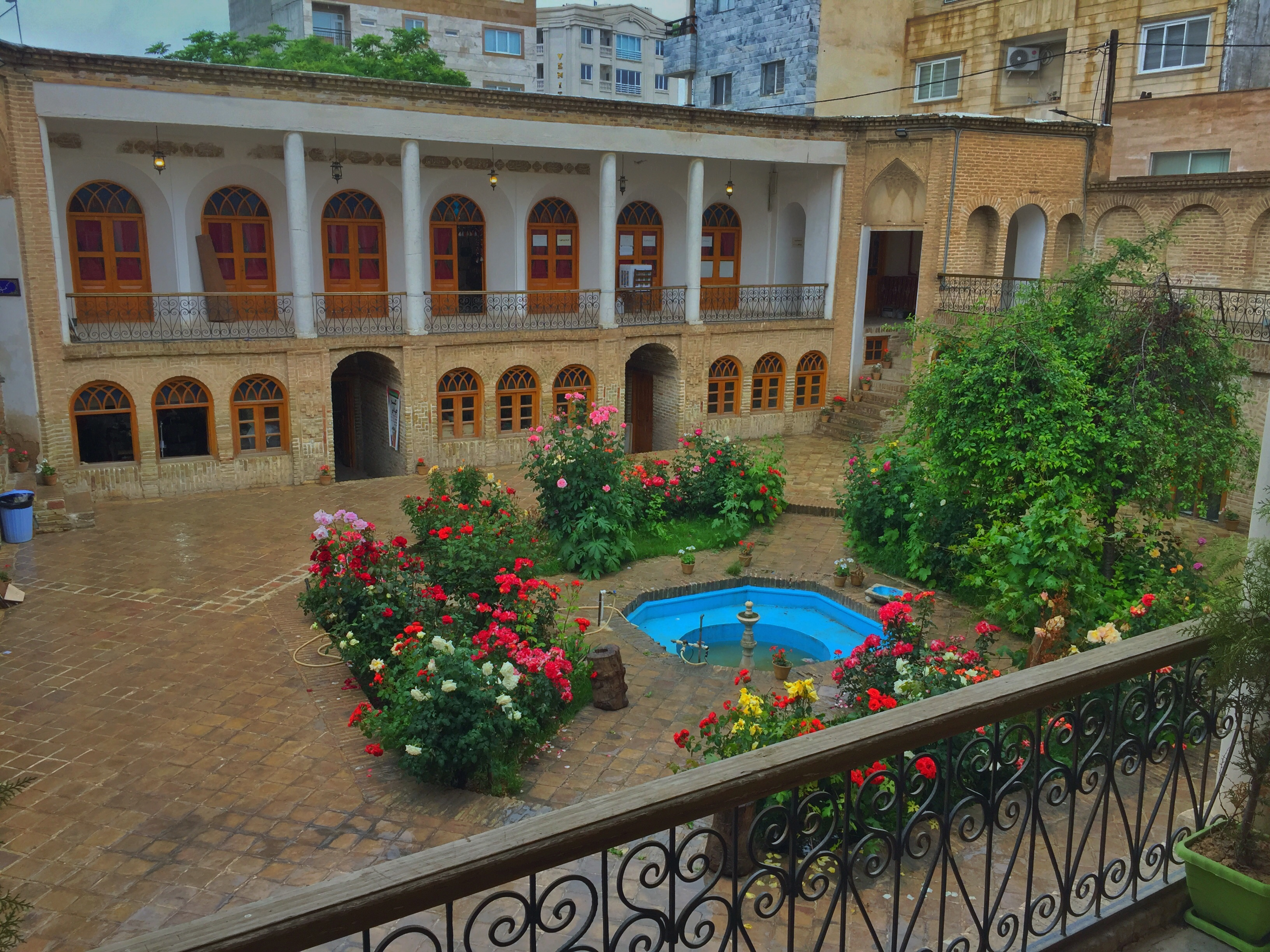

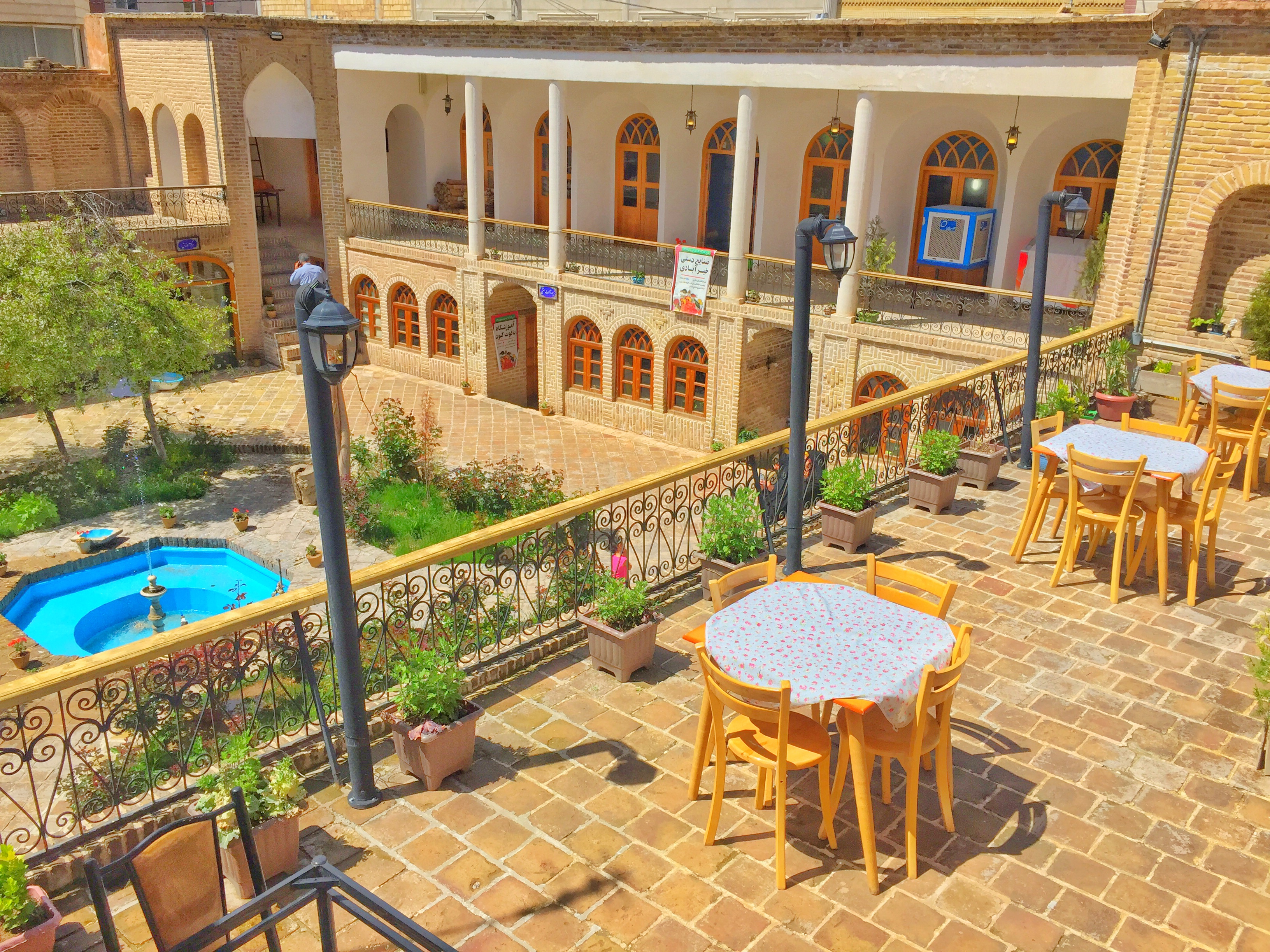

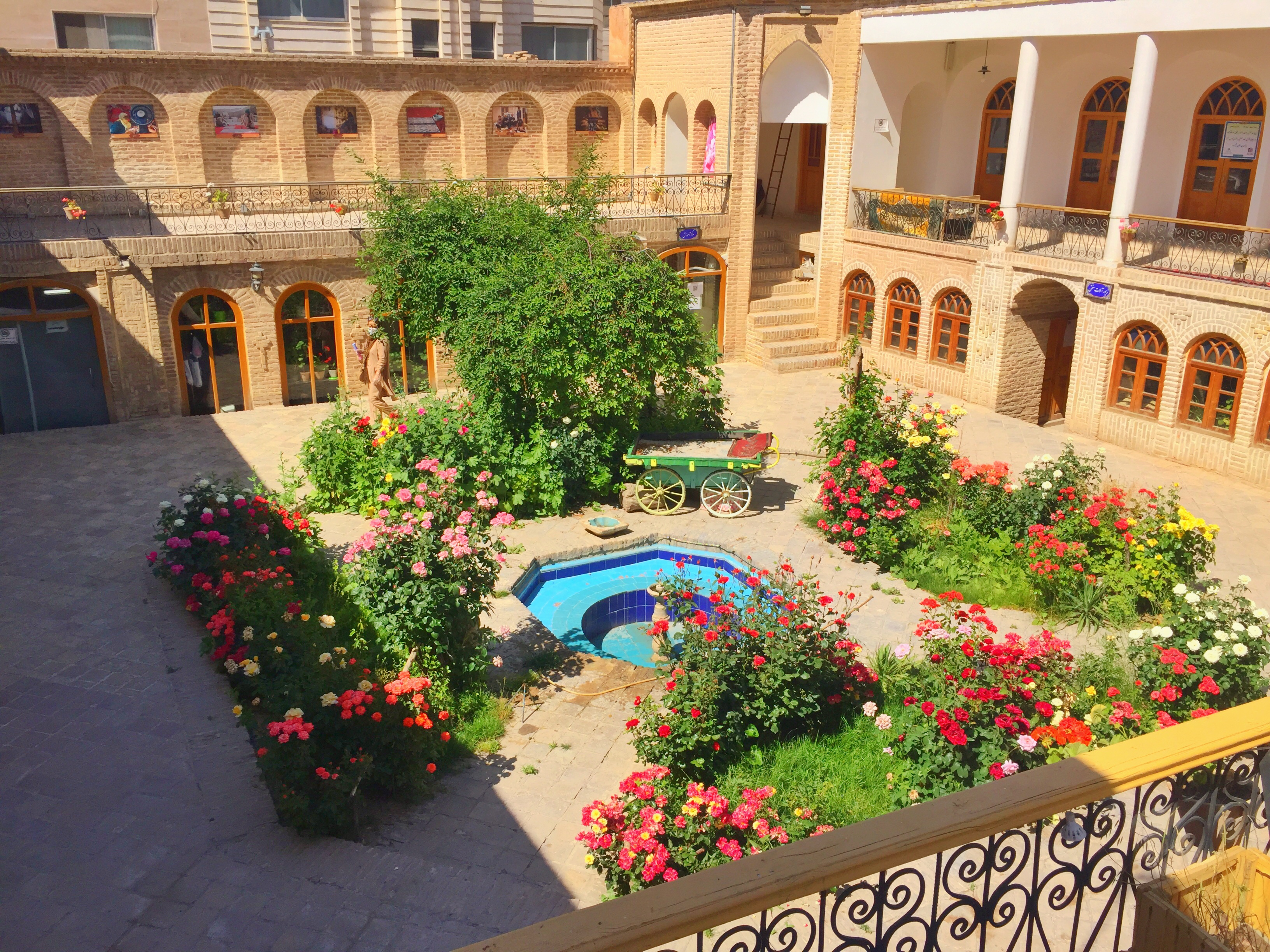

'عمارت' تاریخی جاجرمی مربوط به اواخر دوره قاجار است و در بجنورد، خیابان طالقانی شرقی، کوچه جاجرمی واقع شده و این اثر در تاریخ ۱۷ مرداد ۱۳۸۳ با شمارهٔ ثبت ۱۱۰۵۱ به‌عنوان یکی از آثار ملی ایران به ثبت رسیده‌است. این بنا در واقع منزل شخصی حاج علی اکبر جاجرمی از تجار شهر جاجرم و نماینده ی بجنورد در مجلس شورای ملی بوده است.

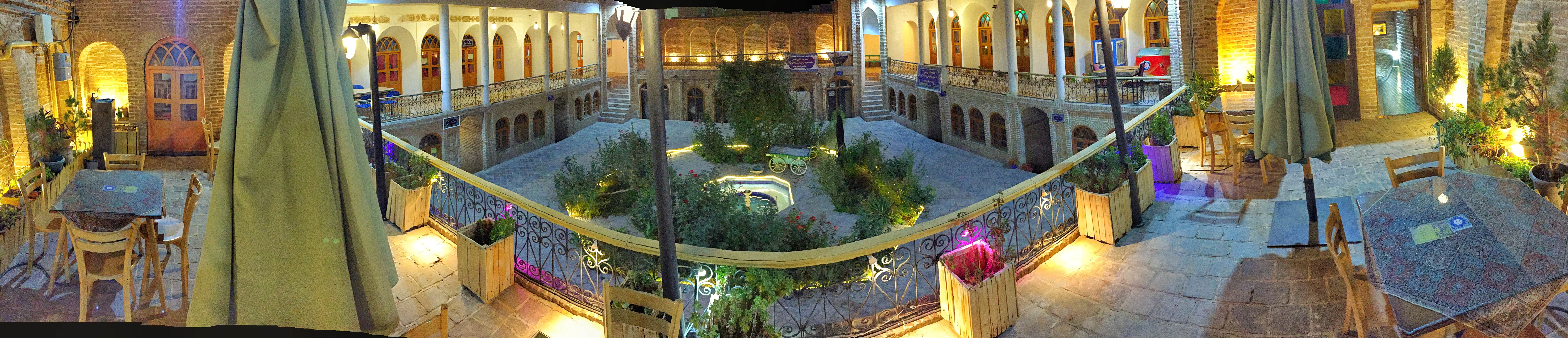

هم اکنون این بنا با کاربری خانه صنایع دستی به عنوان کارگاه های آموزش صنایع دستی شاخص و فعال در استان خراسان شمالی به فعالیت خود ادامه میدهد.

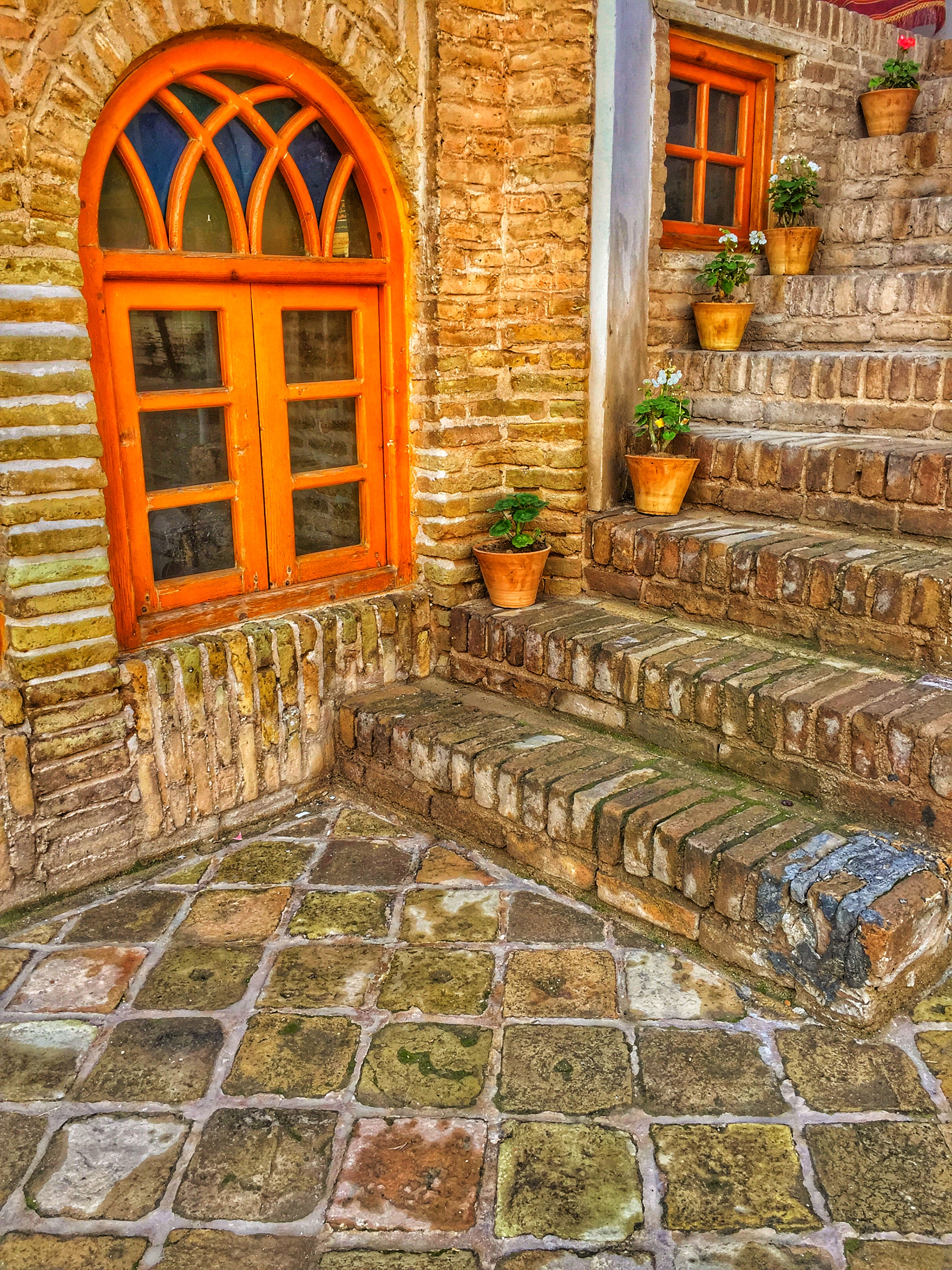

## جستارهای وابسته

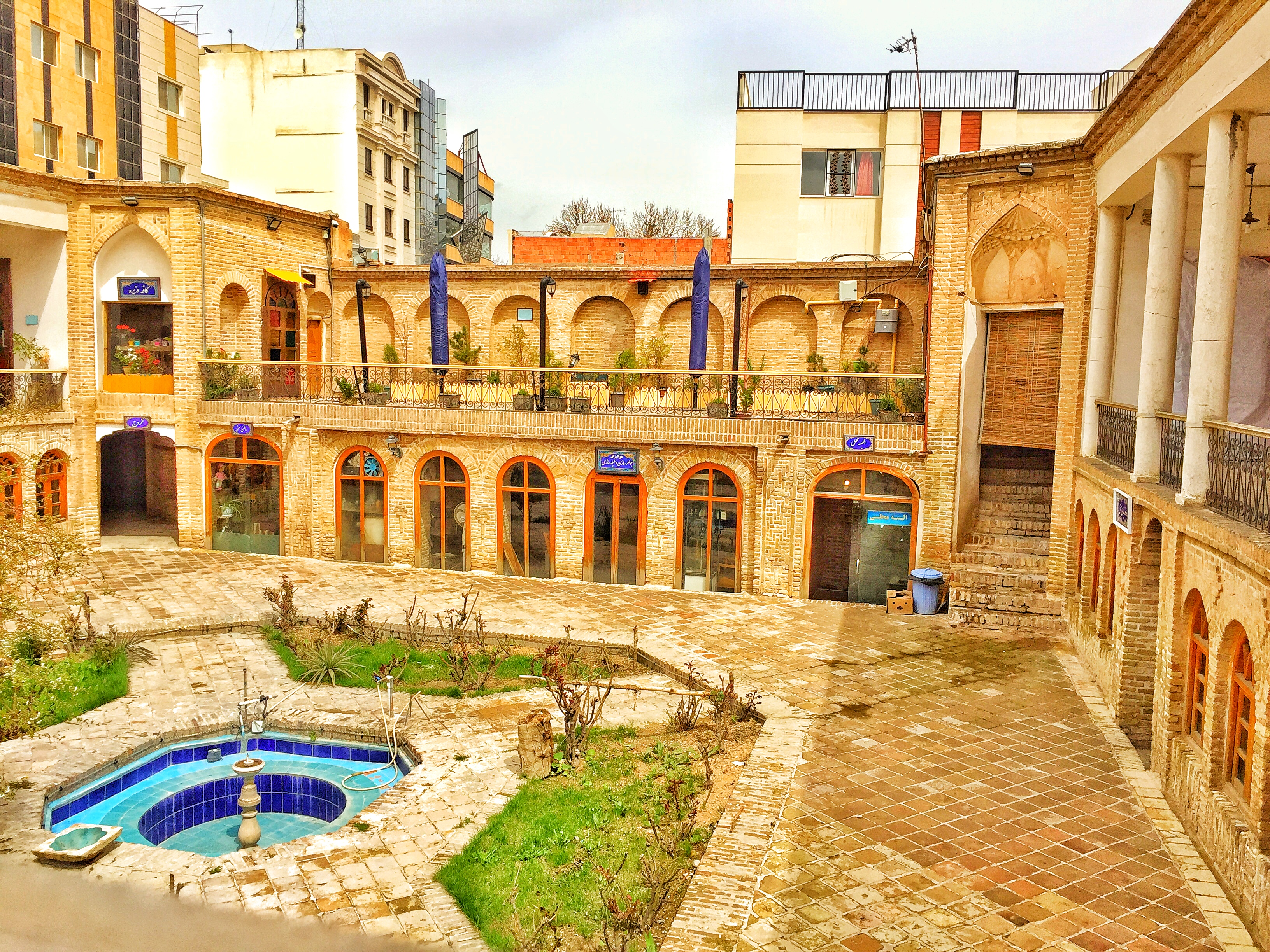